# Duosperma tanzaniense
Duosperma tanzaniense är en akantusväxtart som beskrevs av Vollesen. Duosperma tanzaniense ingår i släktet Duosperma och familjen akantusväxter. Inga underarter finns listade i Catalogue of Life.